# Jan Kanty Dąbrowski
Jan Kanty Dąbrowski (ur. 20 września 1791, zm. 4 kwietnia 1853), polski duchowny katolicki, biskup pomocniczy poznański.

## Życiorys
Przyjął święcenia kapłańskie w 1814, wcześniej wstąpiwszy do zgromadzenia księży misjonarzy. Wykładał w seminariach w Poznaniu, Pelplinie i Gnieźnie, był proboszczem w Popowie, Wąbrzeźnie i Lisewie. W 1841 otrzymał godność kanonika poznańskiej kapituły katedralnej. W czerwcu 1843 został mianowany biskupem pomocniczym poznańskim, ze stolicą tytularną Helenopolis; sakrę przyjął 20 sierpnia 1843 w Gnieźnie. W chwili nominacji był jedynym biskupem w Poznaniu - po śmierci arcybiskupa Marcina Dunina w 1842 diecezją zarządzał ks. Leon Przyłuski w charakterze wikariusza kapitulnego; dopiero w październiku 1844 został on wybrany na arcybiskupa (zarazem poznańskiego i gnieźnieńskiego).
Biskup Dąbrowski był znany w diecezji z działalności na rzecz bractw wstrzemięźliwości.

## Źródła
- Piotr Nitecki, Biskupi Kościoła w Polsce w latach 965 - 1999, ISBN 83-211-1311-7, Warszawa 2000.
- Jan Kanty Dąbrowski [online], catholic-hierarchy.org [dostęp 2018-10-03] (ang.).